# Mogakolodi Ngele
Mogakolodi Ngele (sinh ngày 6 tháng 10 năm 1990 ở Gaborone) là một cầu thủ bóng đá người Botswana, hiện tại thi đấu cho câu lạc bộ Nam Phi Supersport United (cho mượn từ Mamelodi Sundowns) và Botswana ở vị trí tiền vệ. Anh gia nhập Bidvest Wits từ Mamelodi Sundowns. Anh từng thi đấu tại Cúp bóng đá châu Phi 2012. Năm 2014, anh ký bản hợp đồng 5 năm cùng với Mamelodi Sundowns F.C. tuy nhiên, anh ở lại câu lạc bộ đến hết mùa giải 2014-15. Sau đó Bidvest Wits lại ký hợp đồng theo dạng cho mượn với anh đến hết mùa giải 2016-17 khi Bidvest Wits và Ngele giành chức vô địch Absa Premiership khi vượt qua các đối thủ như Cape Town, Mamelodi Sundowns và Kaizer Chiefs
Sau khi trở về Bidvest Wit, mùa giải 2017-18 chưa bắt đầu vì anh mới chỉ thi đấu 1 trận trong toàn bộ mùa giải, huấn luyện viên Mamelodi Sundowns Pitso Mosimane nói rằng "Anh cần chứng tỏ bản thân để có thể có được suất đá chính".
Ngày 26 tháng 1 năm 2018 anh ký hợp đồng cho mượn 6 tháng với đội bóng tại Absa Premiership Supersport United.

## Quốc tế

### Bàn thắng quốc tế
Tỉ số và kết quả liệt kê bàn thắng của Botswana trước.
| #  | Ngày                 | Địa điểm                                        | Đối thủ   | Tỉ số | Kết quả | Giải đấu                                     |
| -- | -------------------- | ----------------------------------------------- | --------- | ----- | ------- | -------------------------------------------- |
| 1. | 1 tháng 2 năm 2012   | Sân vận động Angondjé, Libreville, Gabon        | Mali      | 1–0   | 1–2     | Cúp bóng đá châu Phi 2012                    |
| 2. | 15 tháng 6 năm 2013  | Sân vận động Lobatse, Lobatse, Botswana         | Trung Phi | 2–2   | 3–2     | Vòng loại giải vô địch bóng đá thế giới 2014 |
| 3. | 13 tháng 10 năm 2015 | Sân vận động Francistown, Francistown, Botswana | Eritrea   | 1–1   | 4–0     | Vòng loại giải vô địch bóng đá thế giới 2018 |
| 4. | 13 tháng 10 năm 2015 | Sân vận động Francistown, Francistown, Botswana | Eritrea   | 3–1   | 4–0     | Vòng loại giải vô địch bóng đá thế giới 2018 |